# Feng shui

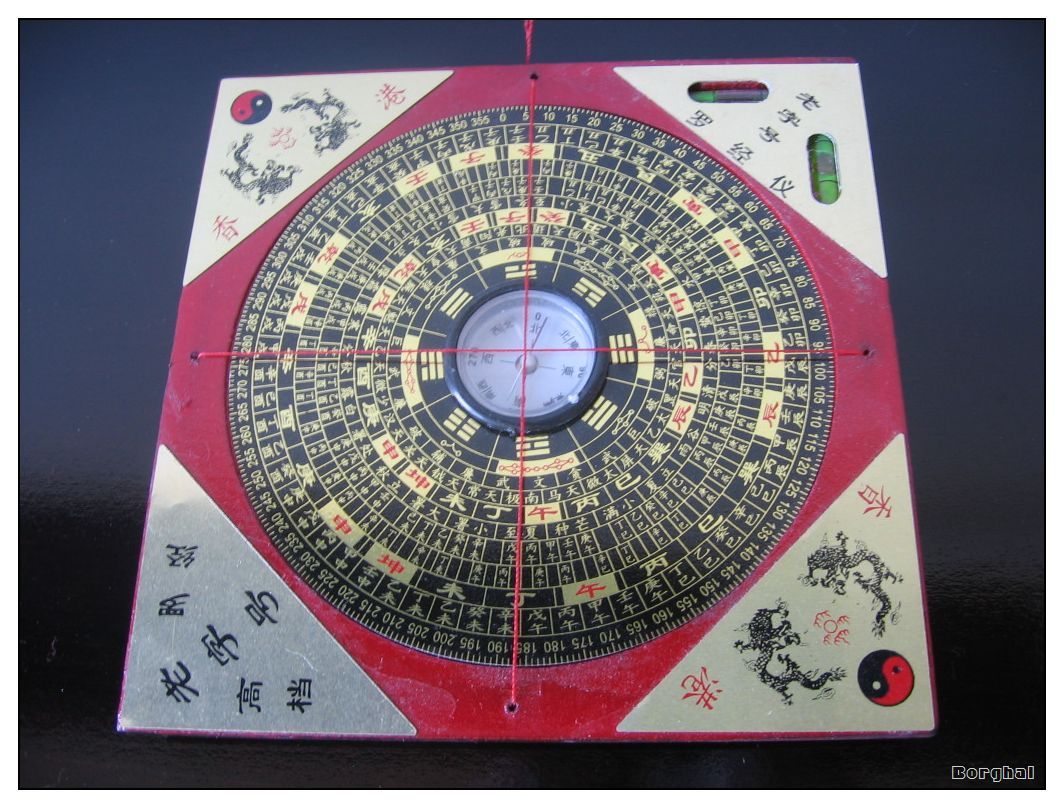
Uma bússola de feng shui, chamada luopan

O feng shui (em chinês:  風水), também conhecido como geomancia chinesa, é uma prática pseudocientífica originária da China antiga.
Alega usar forças energéticas para harmonizar os indivíduos com o ambiente ao seu redor. O termo feng shui se traduz literalmente como "vento-água". Esta é uma apropriação cultural retirada do agora perdido Livro do Enterro [en] registrado nos comentários de  Guo Pu.
O Feng Shui é uma das Cinco Artes da Metafísica Chinesa, classificada como fisiognomia (observação das aparências através de fórmulas e cálculos). A prática do feng shui discute a arquitetura em termos de "forças invisíveis" que unem o universo, a terra e a humanidade, conhecidas como qi.
Historicamente o feng shui era amplamente utilizado para orientar edifícios - geralmente estruturas espiritualmente significativas, como túmulos, mas também residências e outras estruturas. Dependendo do estilo particular de feng shui que está sendo usado, um local auspicioso pode ser determinado em relação a características locais como corpos d'água, estrelas ou através do uso de uma bússola.

## Origens
Não existe doutrina unificada nem textos canónicos sobre o feng shui, mas existem inúmeras escolas que desenvolveram uma série complexa de regras, sendo as duas mais importantes San Yuan Pai e San He Pai.
Encontrou-se uma primeira sistematização e definição orgânica no fundamental Zang Shu ("Livro dos Enterros") de Guō Pú (郭璞, 276-324). O autor descreve como a energia do Dragão (o Qi) desce das montanhas, dispersando-se através do transporte dos ventos, e pára em frente a um corpo de água onde se acumula e condensa, tornando o local num receptáculo transbordante de energia vital. A acumulação de energia vital é, portanto, o resultado de fluxos e canalizações que ocorrem por transportes e decantações elementares e que seguem as conformações geográficas e artérias subterrâneas de uma paisagem, e, por fim, da condensação e recolha de Ch’i num lugar cujo sinal eminentemente visível é dado pela carga vital do lugar, ou melhor, da exuberância e florescimento, ou melhor, da vitalidade em geral, da flora e da fauna.
Feng shui significa literalmente "vento e água", os dois elementos principais - dos quais o primeiro emite e espalha, e o segundo recolhe, absorve e transporta a energia vital naturalmente presente no planeta - e que através do transporte das águas e consequente absorção por capilarização, com o seu fluxo determinam a carga de energia vital de um determinado local. De acordo com o Taoísmo, existem dois princípios gerais que orientam o desenvolvimento dos acontecimentos naturais: o Ch'i e o equilíbrio dinâmico do Yin e Yang. Yin é o princípio escuro, húmido e feminino, enquanto yang é o princípio quente, brilhante e masculino. No feng shui, o yin é representado pela água e o yang é o vento, talvez mais no sentido da respiração. No feng shui, o I Ching é praticado no Bagua ao decorar o interior dos edifícios.
Uma das principais escolas de pensamento é aquela que coloca as origens do feng shui na astrologia, e em particular no Ki das 9 estrelas, que também se baseia nos princípios do Yin e do Yang. Este horóscopo é constituído por 9 números, associados aos 5 elementos (fogo, terra, metal, água, madeira), cada um dos quais corresponde a uma direção. O fogo está associado ao Sul e indica brilho, criatividade, inspiração e espírito. A água está associada ao Norte e diz respeito ao descanso, à interioridade e às relações interpessoais. Metal no Noroeste e Oeste e tem a ver com organização, atividades financeiras, investimentos. A terra no Nordeste e Sudoeste e diz respeito ao governo, social, alimentação e saúde. Madeira no Leste e Sudeste e está relacionada com viagens, comércio, invenções e computação. Nestes 5 elementos podemos traçar a tensão entre o yin e o yang: o primeiro é máximo na água devido às suas características frias, enquanto é menos potente nas características metálicas; o segundo é menos dominante na madeira e no máximo no fogo pelo seu calor e luz. Finalmente, na terra, as forças do yin e do yang estão perfeitamente equilibradas.
As origens do feng shui, embora incertas, parecem ser muito antigas e foram descobertos túmulos que datam do Neolítico e que parecem seguir os seus princípios na sua construção. Os avanços no conhecimento de todas as artes que compõem o feng shui são tradicionalmente atribuídos a governantes míticos como Fu Hsi e Huang Di. Nos séculos que antecederam os primeiros imperadores da dinastia Qin, o feng shui, denominado Ka Nyu ("estudo da Terra"), fazia parte das artes divinatórias praticadas pelos conselheiros políticos e militares. Outros autores, no entanto, remontam aos tempos da dinastia Xia com a observação de carapaças de tartaruga no quadrado lo shu e descobriram também o I Ching, a astrologia e a numerologia chinesa.

## Leituras complementares
- Ernest John Eitel (1878). Feng-shui: or, The rudiments of natural science in China. Hongkong: Lane, Crawford. Consultado em 6 de julho de 2011
- Koch, Aaron Lee (2014). Feng Shui Q&A. [S.l.]: 8 Feng Shui Publishing. ISBN 978-1-312-61845-9
- Bruun, Ole (1995). «Fengshui and the Chinese Perception of Nature». In:  Bruun, Ole; Kalland, Arne. Asian Perceptions of Nature: A Critical Approach. Surrey: Curzon. pp. 173–88
- Bruun, Ole (2008). An Introduction to Feng Shui. [S.l.]: Cambridge University Press
- Bruun, Ole (2003). Fengshui in China: Geomantic Divination between State Orthodoxy and Popular Religion. Honolulu: University of Hawai'i Press. ISBN 9788791114793
- Yoon, Hong-key (2006). Culture of Fengshui in Korea: An Exploration of East Asian Geomancy. [S.l.]: Lexington Books
- Xie, Shan Shan (2008). Chinese Geographic Feng Shui Theories and Practices. [S.l.]: National Multi-Attribute Institute Publishing. ISBN 978-1-59261-004-4
- Charvatova, I.; Klokocnik, J.; Kolmas, J.; Kostelecky, J. (2011). «Chinese tombs oriented by a compass: Evidence from paleomagnetic changes versus the age of tombs». Studia Geophysica et Geodaetica. 55 (1): 159–74. doi:10.1007/s11200-011-0009-2
- Chen, X.; Wu, J. (2009). «Sustainable landscape architecture: Implications of the Chinese philosophy of 'unity of man with nature' and beyond». Landscape Ecology. 24 (8): 1015–26. doi:10.1007/s10980-009-9350-z
- Lacroix, R.; Stamatiou, E. (2006). «Feng shui and spatial planning for a better quality of life». WSEAS Transactions on Environment and Development. 2 (5): 578–83. Retrieved from http://search.proquest.com/docview/290374661
- Kereszturi, A.; Sik, A. (2000). «Feng-shui on Mars – History of geomorphological effects of water and wind» (PDF). Abstracts of Papers Submitted to the Lunar and Planetary Science Conference. 31. abstr. no. 1216